# Denham
Denham è una città situata nella regione di Gascoyne, in Australia Occidentale; essa si trova 837 chilometri a nord di Perth ed è la sede della Contea di Shark Bay.

## Storia
Prima dell'arrivo dei colonizzatori europei, l'intera zona di Shark Bay era abitata da aborigeni di etnia Malgana e Nhanda; sono stati trovati resti di insediamenti risalenti ad oltre 4.000 anni fa nei pressi di Eagle Bluff, a circa 10 chilometri di distanza dall'odierna Denham. Il 25 ottobre 1616 l'olandese Dirk Hartog sbarcò su di un'isola che venne poi battezzata in suo onore Isola di Dirk Hartog, nei pressi di Shark Bay: era questa la seconda spedizione occidentale di cui si abbia notizia a sbarcare sul suolo australiano, la prima a farlo sulla costa occidentale. Nel corso dei due secoli successivi la zona venne esplorata da altri navigatori, che battezzarono alcuni dei luoghi scoperti (particolarmente importante quella guidata da Nicolas Baudin nel 1800 che passò qui circa due mesi per cartografare la zona, questa la ragione per cui numerose località, isole e insenature hanno nomi francesi).

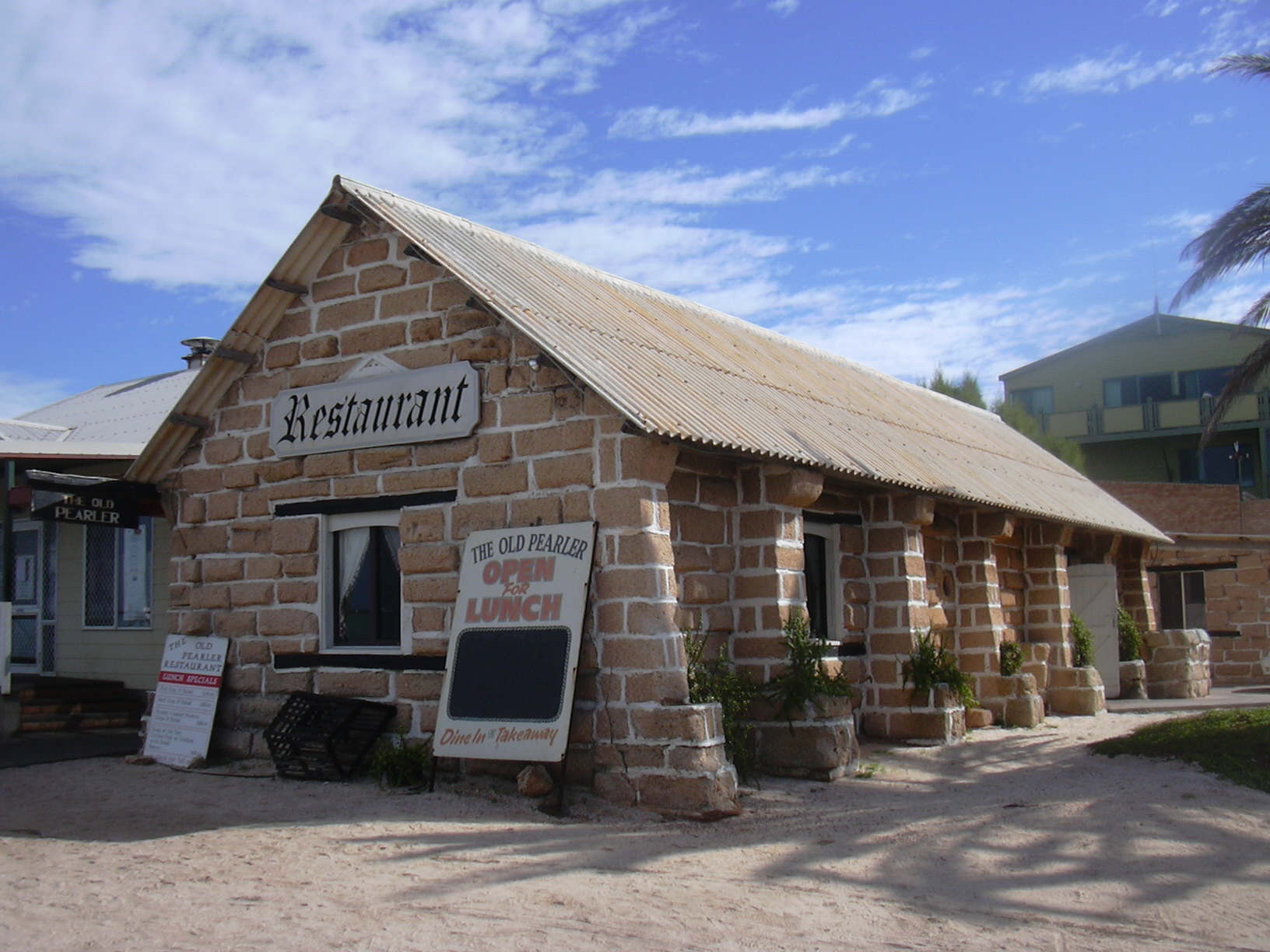
Una costruzione di Denham eretta utilizzando blocchi di conchiglie compresse ricavate dalla spiaggia di Shell Beach

Denham venne fondata nel 1858 (anche se venne riconosciuta come town solo nel 1898) in seguito alla spedizione di Henry Mangles Denham; qui vennero trovate ostriche perlifere e negli anni successivi il governo dello Stato incoraggiò la popolazione a creare nuovi insediamenti allo scopo di sviluppare l'allevamento. L'industria delle perle proseguì per alcuni anni, ma negli ultimi decenni del XIX secolo venne superata da quella di Broome, che in quegli anni era diventata la località con la maggior produzione perlifera del mondo. Solo dopo la metà del XX secolo la raccolta delle perle riprese vigore ed oggi viene sfruttata anche a fini turistici.
I primi abitanti della regione costruirono le loro abitazioni sfruttando blocchi di conchiglie estremamente compresse che si possono trovare naturalmente in numerose spiagge della baia. Nel corso del XX secolo questo uso è stato vietato per poter preservare le spiagge stesse, ma a Denham si possono ancora vedere la chiesa ed un ristorante, costruiti interamente con blocchi tagliati dalle spiagge di Shell Beach.
La strada che unisce Denham con la North West Coastal Highway (la principale strada costiera dell'Australia Occidentale) venne asfaltata solamente nel 1985: fino ad allora la comunità era rimasta fondamentalmente isolata, ma grazie anche all'iscrizione di Shark Bay nell'elenco dei patrimoni dell'umanità dell'UNESCO l'industria legata al turismo è diventata la maggior fonte di entrate per la popolazione locale. In questo Denham si avvale della vicinanza con Monkey Mia, la più nota località della baia. Si stima che circa 150.000 persone l'anno visitino la baia.

## Geografia fisica

### Clima
| Mese                | Mesi | Mesi | Mesi | Mesi | Mesi | Mesi | Mesi | Mesi | Mesi | Mesi | Mesi | Mesi | Stagioni | Stagioni | Stagioni | Stagioni | Anno  |
| Mese                | Gen  | Feb  | Mar  | Apr  | Mag  | Giu  | Lug  | Ago  | Set  | Ott  | Nov  | Dic  | Inv      | Pri      | Est      | Aut      | Anno  |
| ------------------- | ---- | ---- | ---- | ---- | ---- | ---- | ---- | ---- | ---- | ---- | ---- | ---- | -------- | -------- | -------- | -------- | ----- |
| T. max. media (°C)  | 30,3 | 31,7 | 30,9 | 28,5 | 25,8 | 22,9 | 21,8 | 22,4 | 23,6 | 25,2 | 27,5 | 28,9 | 30,3     | 28,4     | 22,4     | 25,4     | 26,6  |
| T. min. media (°C)  | 21,7 | 22,6 | 21,8 | 19,5 | 16,4 | 13,8 | 12,6 | 12,9 | 14,6 | 16,3 | 18,4 | 20,2 | 21,5     | 19,2     | 13,1     | 16,4     | 17,6  |
| Precipitazioni (mm) | 7,1  | 15,0 | 14,7 | 14,4 | 38,3 | 54,5 | 40,4 | 21,8 | 7,9  | 6,2  | 3,1  | 1,3  | 23,4     | 67,4     | 116,7    | 17,2     | 224,7 |
| Giorni di pioggia   | 0,6  | 1,0  | 1,0  | 1,3  | 3,3  | 4,7  | 4,4  | 3,3  | 1,5  | 1,1  | 0,5  | 0,2  | 1,8      | 5,6      | 12,4     | 3,1      | 22,9  |